# Детройт 1-8-7
«Детройт 1-8-7» (англ. Detroit 1-8-7) — американський телесеріал про діяльність підрозділу з розслідування вбивств у Детройті в жанрі поліцейської драми. Серіал був знятий режисером Джейсоном Річменом для компанії «American Broadcasting Company». У головній ролі серіалу знімався Майкл Імперіолі. Перший і поки що єдиний сезон серіалу транслювався на каналі «ABC» з 21 вересня 2010 року по 20 березня 2011 року.
Індекс 1-8-7 у назві серіалу означає статтю кримінального кодексу Каліфорнії, яка стала сленговою назвою для вбивства. Цікаво, що у кримінальному кодексі штату Мічиган використовується інша стаття – 750.
13 травня 2011 року показ серіалу «Детройт 1-8-7» компанією «ABC» було припинено. Одночасно зі зняттям серіалу з ефіру режисер серіалу Джейсон Річмен заявив, що він допускає можливість продовження зйомок серіалу на кабельних каналах, проте оцінює шанси такого розвитку подій, як малоймовірні.

## Сюжет
Підрозділ поліцейських у Детройті щодня розслідують убивства. Три пари детективів під керівництвом лейтенанта Маурін Месон працюють у різних справах.

## У ролях
- Майкл Імперіолі — детектив Луїс Фітч
- Джон Майкл Гілл — детектив Даймон Вашингтон
- Наталі Мартінез — детектив Аріана Санчес
- Ді Джей Котрона[en] — детектив Джон Стоун
- Джеймс Макданіел[en] — сержант Джесс Лонгфорд.
- Шон Маджамдер — детектив Вікрам Махаджан.
- Аїша Хіндс — лейтенант Марін Мейсон.
- Ерін Каммінґз — доктор Еббі Уорд

## Музика
- Музику до серіалу написав Дейв Кушнер.

## Вихід DVD
На DVD серіал був випущений 30 серпня 2011 з позначкою «Повний перший сезон».